# Telmo Idígoras
Telmo Idígoras Espilla (Zumaya, Guipúzcoa, 1990) es un músico, rapero y cantante vasco.
Fue integrante del grupo de música Betizu Taldea. Alcanzó una gran notoriedad por la canción «Lokaleko leihotik» que interpretó junto a Zuriñe Hidalgo, que se convirtió en una de las canciones y uno de los videoclips más reproducidos en el País Vasco.
Debutó como estrella infantil a los doce años de edad en el programa Betizu de ETB1, siendo una de los varios artistas de Betizu (un exBetizu).

## Biografía
Inició su carrera televisiva en 2000-2001 en el programa Betizu del canal ETB1 donde debutó con tan solo 12 años de edad. Ganó el concurso Betimu (dentro del programa Betizu) y fue seleccionado como integrante del grupo musical Betizu Taldea. Formó parte del grupo Betizu Taldea hasta su disolución en 2005. Con Betizu Taldea sacó tres discos y realizó varias giras y conciertos.
Como integrante de Betizu Taldea, alcanzó una gran notoriedad por la canción «Lokaleko leihotik», sencillo del tercer disco del grupo Bizi Bizi (2004), que interpretó junto a Zuriñe Hidalgo y que se convirtió en uno de los videoclips más reproducidos del panorama cultural vasco.
En el año 2005, fue uno de los protagonistas de la película infantil BT ispiluen jauregian (BT en el palacio de los espejos), dirigida por Alberto J. Gorritiberea, junto a Amane Ibañez, Elene Arandia y Saida Rouane.
En el año 2007 colaboró en el disco Egin Kantu con los ganadores del talent show Egin Kantu! (el grupo de música oficial del programa): Maialen Diez, Oihan Larraza, Beñat Urkiola y Ane Gonzalez.
En el año 2021 Idígoras fue uno de los integrantes del grupo Betizu Taldea que se volvieron a unir para dar un par de conciertos.
Idígoras también ha participado en distintos programas de la cadena ETB1. En el año 2021 participó en el programa Baserria de ETB1.

## Discografía
- 2004, Bizi Bizi (con Betizu Taldea)
- 2005, Gazteok (con Betizu Taldea)[7]
- 2007, Egin Kantu (con el grupo oficial del concurso Egin Kantu!)

## Filmografía

### Televisión
- 2002, Betimu (dentro de Betizu), ETB1
- 2003, Betizu, ETB1
- 2021, Baserria, ETB1

### Cine
- 2005, BT ispiluen jauregian, dir. Alberto J. Gorritiberea

### Videoclips
- 2004, Lokaleko leihotik, con Zuriñe Hidalgo